# Darbishirella
Darbishirella es un género de hongos liquenizados en la familia Roccellaceae. Es un género monotípico, su única especie es Darbishirella gracillima.